# Куми
Куми е град в Южна Корея. Населението му е 426 684 жители (по приблизителна оценка към декември 2018 г.). Има площ от 617,28 кв. км. Разположен е на река. Името на града означава опашка на костенурка. Средната годишна температура е около 13 градуса.

## Побратимени градове
- Бишкек, Киргизстан от 1991 г.
- Ейндховен, Нидерландия от 2003 г.
- Мехикали, Мексико от 1998 г.
- Оцу, Япония от 1990 г.
- Чанша, Китай от 1998 г.
- Шънян, Китай от 1997 г.